# Falck
Falck A/S je dánská akciová společnost, která zajišťuje zdravotnické služby, požární ochranu, výukovou činnost a další asistenční služby ve 31 zemích světa. Falck je největším poskytovatelem zdravotnické záchranné služby v Evropě a největším poskytovatelem hasičských služeb na světě. Od roku 2006 zajišťuje přednemocniční neodkladnou péči také na Slovensku, kde je největším nestátním poskytovatelem zdravotnické záchranné služby. Společnost Falck byla založena v roce 1906 Sophusem Falckem.

## Současnost
V současné době (2012) zajišťuje společnost Falck zdravotnickou záchrannou službu ve 14 zemích světa. V Belgii, Polsku, Švédsku a na Slovensku je Falck největším poskytovatelem přednemocniční neodkladné péče. Mimo to zajišťuje záchrannou službu také v Brazílii, Kolumbii, Ekvádoru, Salvadoru, Panamě, Uruguayi, Venezuele, Spojených státech a Španělsku. Vlastní více než 1800 sanitních vozidel a ročně přijme na dva miliony tísňových volání. V některých zemích zajišťuje kromě přednemocniční neodkladné péče také hasičské služby. Další zdravotnické služby zajišťuje v Dánsku, Norsku, Polsku, Švédsku, Spojených arabských emirátech a na Slovensku. Výcvikovou a výukovou činnost zajišťuje v Brazílii, Dánsku, Německu, Nizozemsku, Nigérii, Norsku, Malajsii, Rusku, Singapuru, Thajsku, Spojených arabských emirátech, Spojeném království, Spojených státech, ve Vietnamu a Trinidadu a Tobagu. Asistenční služby motoristům a další služby poskytuje v Dánsku, Estonsku, Finsku, Norsku a ve Švédsku.
Součástí nadnárodní skupiny Falck je společnost Falck Záchranná, která zajišťuje přednemocniční neodkladnou péči na Slovensku.

## Galerie

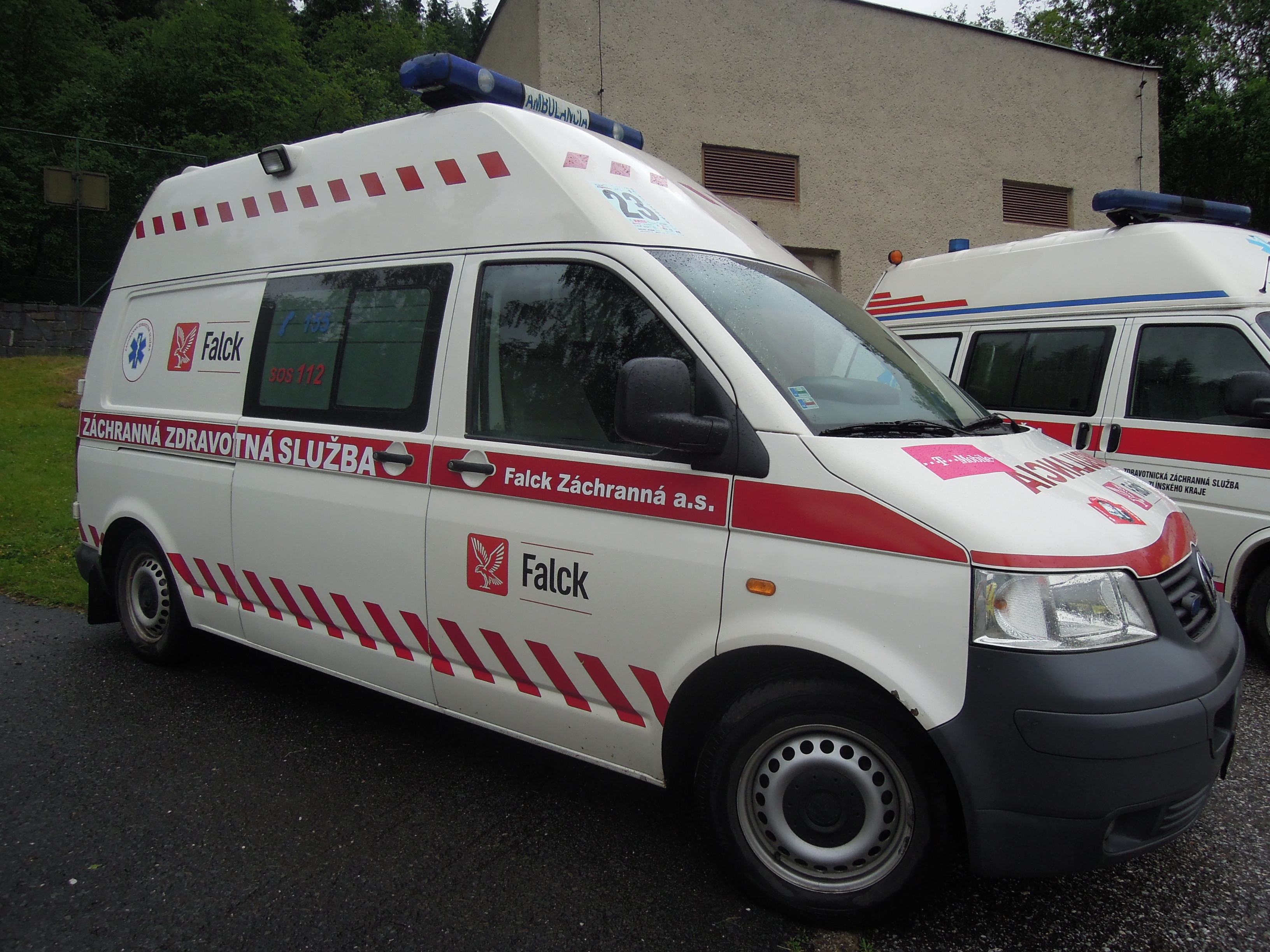
Volkswagen Transporter T5 společnosti Falck Záchranná
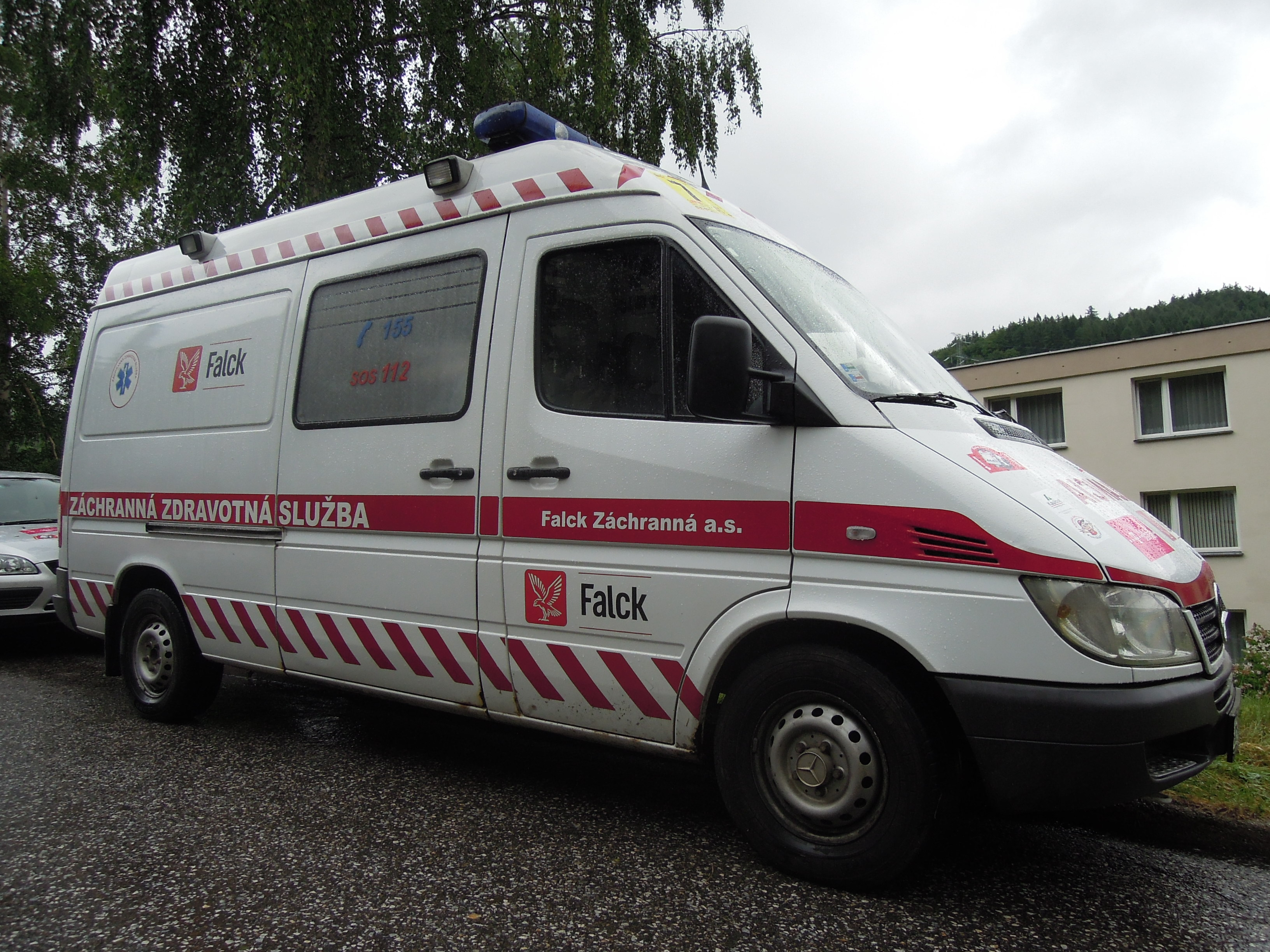
Mercedes-Benz Sprinter společnosti Falck Záchranná
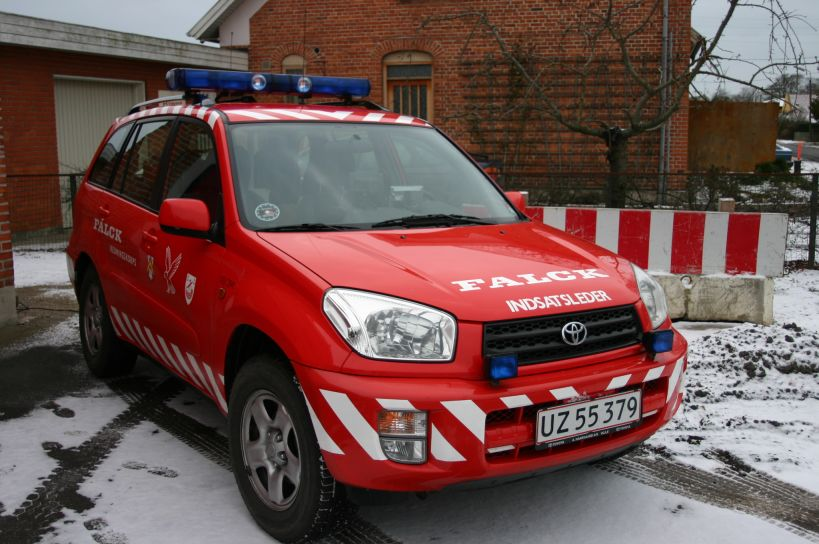
Hasičské vozidlo společnosti Falck v Dánsku
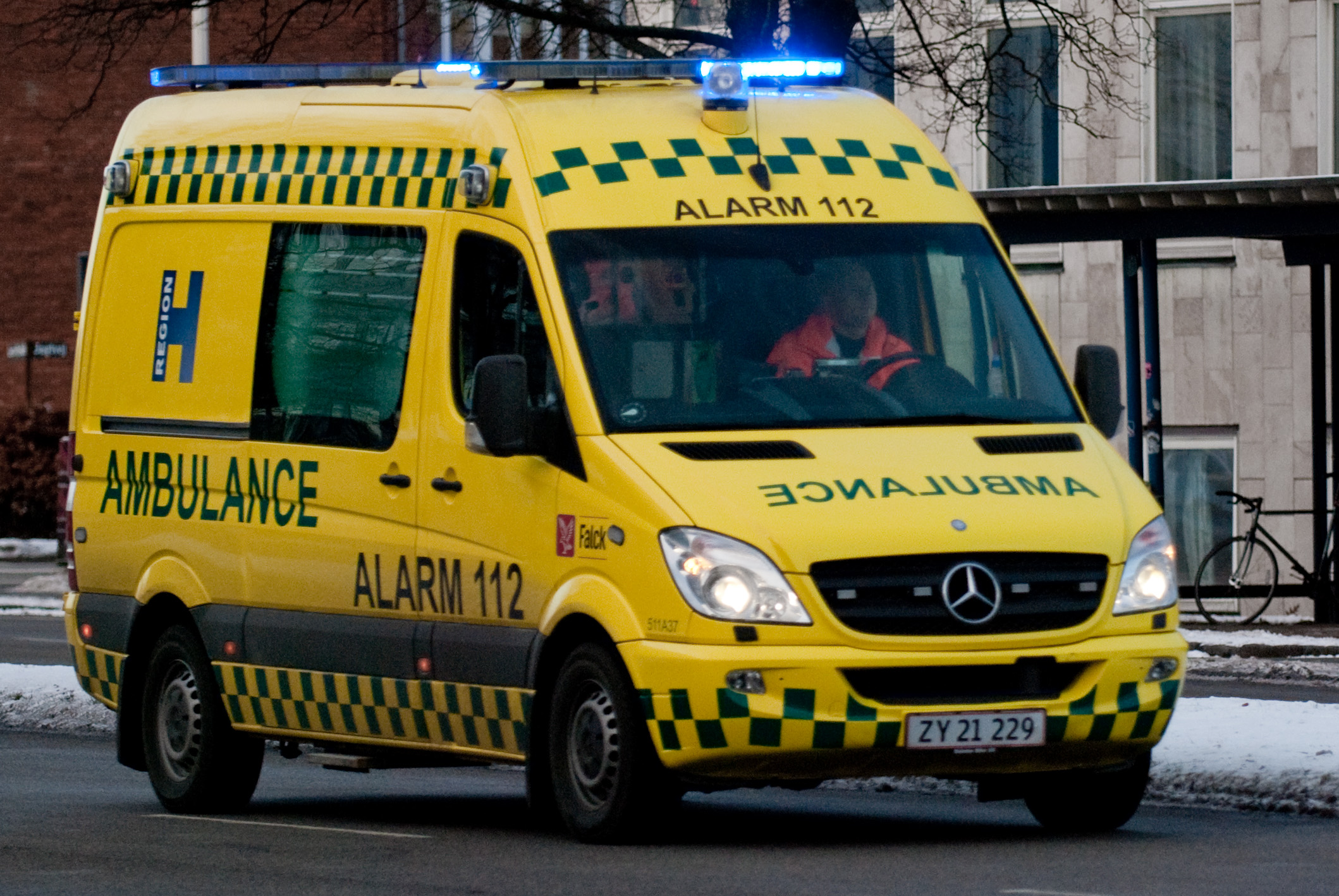
Mercedes-Benz Sprinter druhé generace v Dánsku
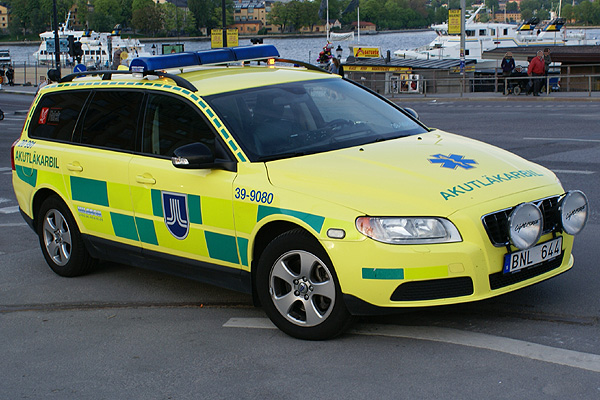
Volvo V70 společnosti Falck ve Švédsku